# Julia Donaldson
Julia Donaldson (16 settembre 1948) è una scrittrice e drammaturga britannica.
Nominata poeta laureata per bambini dal 2011 al 2013, è conosciuta per le sue famose storie in rima per bambini, in particolare quelle illustrate da Axel Scheffler, che includono Il Gruffalò, La strega Rossella e Bastoncino. Inizialmente ha scritto canzoni televisive per bambini, ma si è poi concentrata sulla scrittura di libri da quando le parole di una delle sue canzoni, "A Squash and a Squeeze", sono state trasformate in un libro per bambini nel 1993. Delle sue 184 opere pubblicate, 64 sono ampiamente disponibili nelle librerie. I restanti 120 sono destinati all'uso scolastico e includono il suo schema di lettura fonica Songbirds, che fa parte dell'Oxford Reading Tree della Oxford University Press.

## Biografia

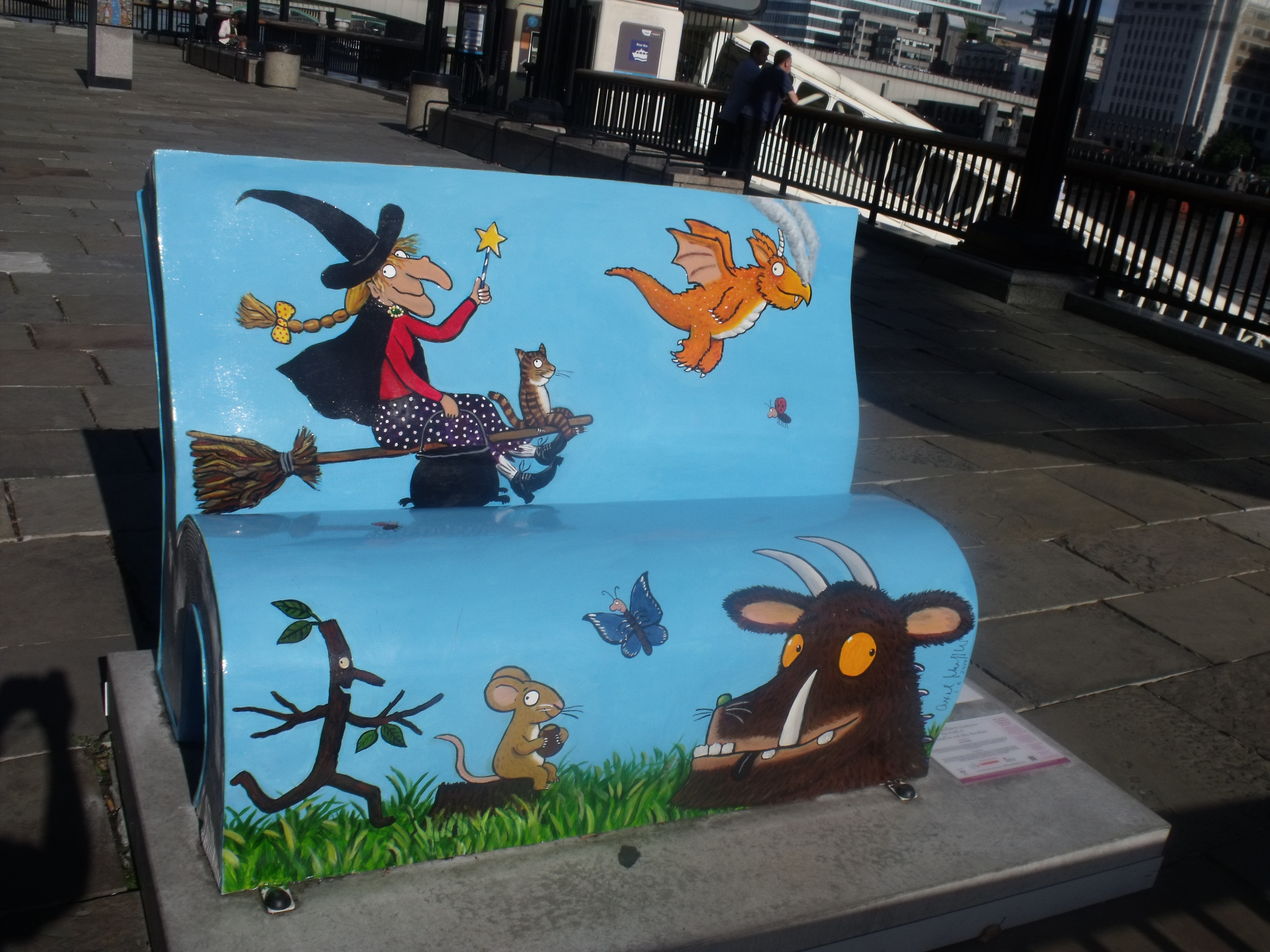
Una panchina di Londra a forma di libro con i personaggi creati da Julia Donaldson

Donaldson è nata e cresciuta a Hampstead, Londra, con la sorella minore Mary. La famiglia occupava una casa vittoriana a tre piani vicino al parco di Hampstead Heath. I suoi genitori, la sorella e il loro gatto domestico Geoffrey vivevano al piano terra, una zia e uno zio (e poi i loro figli, James e Kate) al primo piano e sua nonna al secondo piano.
I genitori di Donaldson, James (sempre noto come Jerry) ed Elizabeth, si incontrarono poco prima della seconda guerra mondiale, che li separò per sei anni. Jerry, che aveva studiato Filosofia, Politica ed Economia all'Università di Oxford, trascorse la maggior parte della guerra in un campo di prigionia dove la sua conoscenza del tedesco gli valse la posizione di interprete. Elisabetta, anche lei una brava madrelingua tedesca con una laurea in lingue, nel frattempo faceva il lavoro di guerra nei Wrens.
Dopo la guerra si riunirono e si sposarono, e nel 1950 acquistarono la casa di Hampstead insieme alla madre di Jerry, alla sorella Beta e al marito Chris (i due uomini si erano conosciuti nel campo di prigionia). Quando Donaldson aveva sei anni, suo padre contrasse la poliomielite e da allora in poi fu confinato su una sedia a rotelle, sebbene conducesse ancora una vita attiva, lavorando come docente presso l'Institute of Psychiatry del Maudsley Hospital, dove fu pioniere degli studi genetici utilizzando il modello di gemelli identici portati in disparte.
Elizabeth ha lavorato come segretaria part-time e ha aiutato il suo capo, Leslie Minchin, a tradurre i lieder tedeschi in inglese. Era una famiglia di musica e canzoni: Elizabeth cantava con la Hampstead Choral Society, Jerry suonava il violoncello in quartetti d'archi amatoriali ed entrambi i genitori erano membri attivi dell'Hampstead Music Club. Le vacanze estive erano alla Grittleton House nel Wiltshire, dove Jerry suonava il suo violoncello in una scuola estiva di musica da camera, mentre Julia e Mary si scatenavano e organizzavano spettacoli musicali con gli altri bambini.
La poesia era anche molto presente nei primi anni di vita di Donaldson; le fu regalato Il libro delle mille poesie da suo padre quando aveva cinque anni e sua nonna le fece conoscere le filastrocche di Edward Lear. Donaldson frequentò la New End Primary School e poi la Camden School for Girls . Durante la sua infanzia e adolescenza ha recitato (studiando le fate in Sogno di una notte di mezza estate di Shakespeare all'Old Vic, dove ha conosciuto una giovane Judi Dench e Tom Courtenay), ha cantato con il Children's Opera Group e ha imparato il pianoforte.
Brava linguista, ha imparato il francese e il tedesco a scuola e in seguito ha imparato l'italiano attraverso un lavoro estivo di tutoraggio presso una famiglia a Napoli, tanto che all'età di 19 anni aveva una buona conoscenza di tutte e tre le lingue.
Donaldson ha studiato teatro e francese all'Università di Bristol (1967–1970), laureandosi con una laurea con lode 2:1. Durante la sua permanenza lì ha recitato in produzioni dipartimentali e ha imparato la chitarra. Nel 1968, lei e la sua amica Maureen Purkis hanno preso parte allo spettacolo teatrale I am not the Eiffel Tower con musica composta da Colin Sell, un giovane pianista affermato che stava studiando spagnolo e portoghese a Bristol e che è apparso el programma della BBC Radio 4 Mi dispiace non ho un indizio . Il compagno di stanza di Sell, Malcolm Donaldson, uno studente di medicina che suonava la chitarra mancino ed era un appassionato attore dilettante, venne a vedere lo spettacolo e successivamente si unì a Sell, Donaldson e Purkis per cantare nei pub durante la Bristol University Rag Week all'inizio del 1969. Quasi subito dopo, Donaldson e Purkis sono stati distaccati a vivere a Parigi per sei mesi come parte del loro corso di laurea dove hanno cantato e suonato le loro chitarre al pubblico dei caffè per soldi. Malcolm si è unito a loro in estate e il trio ha eseguito varie canzoni dei Beatles e di musical tra cui Hair.
Dopo diverse settimane passate a Parigi come musicista di strada, Malcolm ha seguito Julia e Maureen al Festival di Avignone. Qui i suoi tentativi di dormire sul pavimento del loro ostello della gioventù portarono allo sfratto e il trio se ne andò, dormendo in un campeggio e persino in un campo, momento in cui si formò una profonda amicizia. Durante la loro permanenza a Parigi, il gruppo è stato notato da un imprenditore francese che ha fatto un'audizione. Anche se non ne è venuto fuori nulla, Donaldson e Purkis hanno scritto una melodia sul tradizionale poema francese Metamorphosis appositamente per l'audizione, la prima volta che Donaldson aveva composto una canzone per un'occasione (a parte gli spettacoli dell'infanzia).
Nel dicembre 1969 Julia e Malcolm erano diventati un coppia affiatata. Cominciarono a fare cabaret per l'occasionale evento sociale universitario e nel 1970 visitarono l'America, viaggiando con autobus Greyhound dall'est alla costa occidentale e suonando per strada a Seattle e San Francisco. Al loro ritorno, il duo ha suonato in ristoranti e ha iniziato a partecipare a eventi diversi come il Crystal Palace Children's Day, una parata pasquale a Londra e una cena per congressi dentistici - con Julia Donaldson che componeva canzoni appositamente per queste occasioni.
La coppia ha continuato a suonare come artista di strada in Europa durante le vacanze, anche in Francia e in Italia, con Julia Donaldson che ha scritto "The French Busking Song" in francese e "The Spaghetti Song" in italiano. Nel 1971, Donaldson lavorava a Londra presso la casa editrice Michael Joseph come segretario di Anthea Joseph, ma ricevette anche un notevole margine di manovra come redattore junior. Nei fine settimana lei e Malcolm prendevano parte al Bristol Street Theatre, un gruppo di studenti principalmente post-laurea ispirati al compianto drammaturgo David Illingworth. Il gruppo ha ideato opere teatrali semplici e senza copione che potevano essere eseguite nei campi da gioco delle povere tenute comunali e che hanno reclutato bambini dal pubblico per assumere alcuni dei ruoli. Ciò avrebbe avuto un effetto duraturo sull'interazione di Donaldson con i bambini nei suoi programmi come scrittrice per bambini affermata.
La coppia si sposò nel settembre 1972 e Donaldson compose un'operetta in cui lei e Malcolm, il loro testimone d'onore Colin Sell, le damigelle d'onore e gli uscieri si esibirono durante il ricevimento a Burgh House, Hampstead. Oggi in casa è esposta una foto del matrimonio. La Donaldson ha poi lavorato come segretaria a Radio Bristol, dove aveva anche un incarico settimanale come produttrice/montatrice di racconti. Nell'agosto 1974 la coppia si trasferì a Brighton dove Donaldson era stata nominata editore di Robert Tyndall, una piccola casa editrice di libri. Poco prima aveva inviato un nastro di canzoni alla BBC Children's Television, e tra il 1974 e il 1978 ha scritto regolarmente per il programma Play Away, le sue canzoni sono state eseguite da attori e musicisti tra cui Toni Arthur, Floella Benjamin, Johnny Ball, Brian Cant, Derek Griffiths e il direttore musicale Jonathan Cohen. Ha anche scritto canzoni occasionali per Play School e per il programma Watch with Mother di Play Board. Alcune delle canzoni di Donaldson - "The Luck of the Game", "Funny Face" e "A Squash and a Squeeze" - sono state registrate in questo momento per gli album della BBC.
Julia e Malcolm sono stati coinvolti nella scena del folk club di Brighton, eseguendo spot di canzoni comiche scritte da Donaldson, spesso entro pochi giorni dalla composizione. Le canzoni sono state variamente influenzate da Flanders e Swann, argomenti di attualità e racconti popolari tradizionali (questi ultimi ispiranti parodia come "The Ballad of Jack Nancy and Fred" e "Folk Alphabet"). Il loro album in vinile First Fourteen (1977) conteneva molte di queste canzoni, mentre altre furono incluse molto più tardi nel CD Second Fourteen (2006, quando anche First Fourteen fu rimasterizzato come CD).
Donaldson ha composto due musical per bambini: King Grunt's Cake (1976) e Pirate on the Pier (1980), che lei e un piccolo cast hanno eseguito sia a Londra che a Brighton. Influenzata dall'esperienza al Bristol Street Theatre, Donaldson ha tenuto un seminario del sabato mattina per bambini a Portslade dal 1974 al 1976. Durante queste sessioni veniva ideato un semplice spettacolo, seguito dalla realizzazione di oggetti di scena e costumi, prove e poi un'esibizione.
Nel 1976-1977 Donaldson ha studiato al Brighton College of Education per un Postgraduate Certificate in Education e ha lavorato per due anni come insegnante di inglese alla St Mary's Hall di Brighton fino alla nascita del primo figlio Hamish nel 1978, dopodiché non è mai tornata a regime con un lavoro a tempo pieno. La coppia si trasferì a Lione, in Francia per un anno (1979–80) con Hamish, tornando a Brighton dove nacque il loro secondo figlio Alastair nel 1981.
Nel 1983 la famiglia di quattro persone si trasferì a Bristol, dove Malcolm Donaldson fu nominato Senior Registrar in Pediatrics presso gli United Bristol Hospitals. A quel punto, la scrittura televisiva si era esaurita e la scena folk era svanita. Julia Donaldson ha scritto e cantato alcune canzoni d'attualità per programmi radiofonici per adulti (incluso uno sull'offerta pubblica di acquisto delle distillerie Guinness, apparso sul Financial World Tonight), recitato occasionalmente e facendo teatro di strada e ha scritto le canzoni per lo spettacolo della comunità di Kingsdown Ombra di nove alberi . È diventata anche una volontaria nella scuola elementare di Hamish, ascoltando i bambini leggere ad alta voce. Ha ideato brevi commedie con il giusto numero di parti per un gruppo di lettura, ruotando i ruoli finché ogni bambino non ha letto l'intera commedia. Il pezzo verrebbe quindi eseguito per l'intera classe. Questo approccio sembrava rafforzare la fiducia nella lettura ad alta voce oltre a essere divertente, e Donaldson ha conservato le opere teatrali in un cassetto per un possibile uso futuro.
Nel 1989 Malcolm è stato nominato all'Università di Glasgow come docente senior in salute dei bambini, e la famiglia, ora di cinque dopo l'arrivo di Jerry nel 1987, si è trasferita a Bearsden.
Una volta a Glasgow, Donaldson "si presentò" ancora una volta per incarichi di scrittura di canzoni con la BBC. Tra il 1990 e il 1994 ha scritto per vari programmi tra cui Thinkabout Science (due serie) e Playdays, componendo canzoni per presentatori e pupazzi (come Lizzie e Whybird) da cantare.
Nel 1991 Donaldson fu contattata dalla casa editrice Methuen Publishing per chiedere se le parole della sua canzone "A Squash and a Squeeze", che aveva scritto per il programma Playboard della BBC nel 1975, potessero essere trasformate in un libro illustrato per bambini. Il libro è stato così pubblicato nel 1993, con le illustrazioni dell'artista tedesco Axel Scheffler, che viveva a Londra. La pubblicazione di A Squash and a Squeeze è stato un evento fondamentale per Donaldson. Le ha fatto capire che il suo talento nella scrittura di canzoni poteva essere applicato alla scrittura di storie e le ha dato la sicurezza di aprire il suo cassetto di semplici opere teatrali per gli scolari e di inviare alcuni campioni a un editore educativo. Tra il 1993 e il 1999 ha scritto molto per Heinemann e Ginn, comprese opere teatrali come Birthday Surprise per le classi più giovani e Top of the Mops per lettori adolescenti riluttanti, oltre a rivisitazioni di racconti tradizionali. Durante questo periodo Donaldson iniziò a visitare le scuole e le biblioteche scozzesi, occasionalmente accompagnato da Malcolm Donaldson e dalla sua chitarra.
Dagli anni '90, quando Donaldson visitava ampiamente la scuola e le biblioteche, ha esteso le tecniche apprese a Bristol e Brighton per incoraggiare i bambini a recitare e cantare con lei. Dopo la pubblicazione de Il Gruffalò è stata invitata a molte fiere del libro, partecipando ogni anno all'Edinburgh International Book Festival dal 1999 in poi, e apparendo regolarmente alle fiere del libro di Hay, Cheltenham e Bath, nonché in molti teatri.

### Il Gruffalò
Nel 1995, mentre cercava idee per una serie educativa di opere teatrali basate su racconti tradizionali, Donaldson si imbatté in una versione di una storia cinese su una bambina che scappava da una tigre dicendo di essere la temibile Regina della Giungla e invitandola a camminare dietro di lei. La tigre, interpretando erroneamente il terrore dei vari animali che li incontravano come dovuti alla bambina anziché alla tigre stessa, fugge. Donaldson intuì che questa storia poteva essere trasformata in qualcosa di più di un oggetto educativo e vi è tornata in seguito come possibile base per un libro illustrato. Decise di trasformare la ragazza cinese in un topo e scelse una volpe, un gufo e un serpente come creature del bosco piuttosto che come creature della giungla, ma non era soddisfatta di battute come "Dovrebbero sapere, dovrebbero davvero / Non ci sono tigri in questo bosco ".
Poi pensò all'idea di un mostro il cui nome finisse in O (in rima con "non lo so"). "Gr" suonava adeguatamente feroce come inizio del nome del mostro, e riempiendo il mezzo con "uffal" diede il nome Gruffalò, evocando l'immagine piacevole di un mostro che ricorda un bufalo, ma molto più spaventoso. Anche allora, Il Gruffalò si rivelò quasi impossibile da scrivere ma, incoraggiato da suo figlio Alastair, Donaldson insistette con la sua idea che il mostro, piuttosto che esistere nella fitta foresta oscura fin dall'inizio, avrebbe dovuto essere un frutto dell'immaginazione del topo, impiegato per spaventare la volpe, il gufo e il serpente, per poi rivelarsi nella realtà. Un'ulteriore obiezione alla bozza originale è stata fatta da Jesse (ora chiamato Jerry) che ha chiesto: "Mamma, perché la volpe, il gufo e il serpente non mangiano il topo sul posto?" Questo difetto è stato risolto inserendo la domanda "Dove lo incontri? (Il Gruffalo)" e la risposta "Qui, presso queste rocce / E il suo cibo preferito è la volpe arrosto", con versi simili per i restanti due predatori.
Il Gruffalò è stato inviato alla Reid Books nel 1995. Donaldson ha inviato il testo all'illustratore Axel Scheffler, che aveva incontrato solo una o due volte, brevemente, dopo la pubblicazione di A Squash and a Squeeze . In pochi giorni Macmillan Children's Books fece un'offerta per pubblicare The Gruffalo, illustrato da Scheffler e pubblicato nel 1999.
Il Gruffalo è stato un successo immediato, vincendo diversi premi, tra cui lo Smarties Prize (1999). Successivamente è stato tradotto in più di 50 lingue, venduto oltre 10 milioni di copie in tutto il mondo e ha dato vita a produzioni teatrali e cinematografiche di Tall Stories e Magic Light Pictures. Il Gruffalò è stato seguito da altre pubblicazioni Donaldson/Scheffler di Macmillan: Monkey Puzzle (2000), Room on the Broom (2001), The Smartest Giant in Town (2002), The Snail and the Whale (2003), The Gruffalo's Child, con un figlio unico Gruffalo con una bambola di legno più il cast originale di Gruffalo, Mouse, Fox, Snake and Owl (2004) e Charlie Cook's Favorite Book (2005). Nel 2006 Scheffler si è trasferito ad Alison Green Books che ha pubblicato Tiddler (2007) del duo, Stick Man (2008), Tabby McTat (2009), Zog (2010), The Highway Rat (2011), Superworm (2012), The Scarecrows' Wedding (2014), Zog and the Flying Doctors (2017) e The Smeds and the Smoos (2019).
Dalla pubblicazione di The Gruffalo, Donaldson ha lavorato con altri illustratori tra cui Lydia Monks, David Roberts e Nick Sharratt, che ha anche illustrato due libri di poesie di Donaldson, Crazy Mayonnaisy Mum e Wriggle and Roar. Lydia Monks ha illustrato la trilogia Princess Mirror-Belle, una serie di libri per bambini dai 7 ai 10 anni su una ragazza vanagloriosa che è il riflesso speculare di una ragazza normale chiamata Ellen. L'ispirazione per Mirror-Belle è stata l'amica d'infanzia immaginaria di Hamish, Sammy, che viveva dietro lo specchio di un armadio.
Donaldson è anche l'autore di The Giants and the Joneses per bambini di età compresa tra 8 e 12 anni. Il suo romanzo per adolescenti Running on the Cracks è ambientato a Glasgow e ripercorre le avventure del quindicenne orfano Leo, per metà cinese, che sta fuggendo dal suo zio ambiguo in Inghilterra e cercando di trovare la famiglia separata di suo padre. Fa amicizia con uno scolaro di nome Finlay, che è vagamente ispirato al figlio più giovane di Donaldson, Jerry, durante i suoi giorni da ragazzo dei giornali. Running on the Cracks, il cui elemento di malattia mentale è tratto dalle esperienze ospedaliere di Hamish, ha vinto il premio Nasen nel 2011 per il suo ritratto comprensivo e inclusivo di Mary, che fa amicizia con Leo ma poi cade in una grave ricaduta della sua condizione bipolare.
Donaldson ha anche scritto uno schema di lettura fonica di racconti che comprende 60 libri di Songbird Phonics, pubblicati dalla Oxford University Press .
Un tipico evento pubblico consiste nel recitare (più o meno parola per parola) quattro storie e cantare tre o quattro canzoni (per lo più dai tre album di canzoni di Donaldson: The Gruffalo Song and Other Songs, Room on the Broom e Other Songs e Il bambino del Gruffalo e altre canzoni). C'è sempre un forte elemento di partecipazione del pubblico, con i bambini (e talvolta i loro genitori) invitati sul palco a recitare parti nelle storie. Malcolm Donaldson prende quasi sempre parte agli eventi e spesso sono anche affiancati da altri artisti, compresi i membri della famiglia.
Donaldson si è anche esibita insieme ai suoi illustratori, in particolare Axel Scheffler e Lydia Monks. Ha eseguito i libri di Donaldson/Scheffler non solo in inglese ma anche in tedesco in diverse tournée e alla fiera del libro di Berlino. Nel 2007, quando Malcolm si prese un anno sabbatico dal suo lavoro, si unì a Julia in un tour mondiale, recitando e cantando alle Bermuda, Nuova Zelanda, Australia, Hong Kong, Singapore, Corea e America.
Nel 2011, Donaldson è stato nominato Children's Laureate succedendo all'illustratore Anthony Browne . In linea con il suo interesse per la recitazione e il canto, Donaldson ha deciso di incoraggiare i bambini a eseguire poesie, opere teatrali e letture drammatizzate per generare amore per i libri e per la lettura. Di conseguenza, ha creato una serie di opere teatrali da leggere per sei personaggi da interpretare in classe, scritte da lei stessa e da altri scrittori come Geraldine McCaughrean, Jeanne Willis, Vivian French, Steve Skidmore e Steve Barlow. Le prime 36 di queste opere teatrali, per i primi lettori, sono state pubblicate da Pearson (2013) con altre 24 opere teatrali per i bambini delle scuole primarie più grandi che seguiranno nel corso dell'anno. Ha anche compilato un'antologia di poesie da eseguire da parte di gruppi di bambini (che sarà pubblicata da Macmillan nel 2013) e ha creato un sito Web interattivo chiamato picturebookplays.co.uk che fornisce indicazioni su come trasformare alcuni libri illustrati in giochi in classe .
Nel suo ruolo di laureata, Donaldson ha condotto una campagna appassionata contro i tagli e le chiusure delle biblioteche, scrivendo articoli, incontrando ministri e, con Malcolm Donaldson, intraprendendo un tour di 6 settimane nelle biblioteche del Regno Unito nell'autunno 2012. In tutte le 38 biblioteche, ai bambini in visita è stato chiesto di eseguire una breve commedia o una canzone basata su un libro illustrato, oltre a partecipare alle storie e alle canzoni di Donaldson. Il tour è stato progettato per celebrare le biblioteche ma anche per generare pubblicità sulla difficile situazione di alcune di esse.

## Vita privata
Nei suoi 30 anni, le è stata diagnosticata una perdita dell'udito da "morso di biscotto", che lascia un buco a forma di morso nella gamma media dello spettro udibile, rendendole difficile ascoltare un po' di parole e musica, ed è aiutata da labiolettura.
Malcolm Donaldson, il marito di Julia, è un pediatra consulente in pensione. La coppia ha precedentemente risieduto a Bearsden nell'East Dunbartonshire e, nel 2014, si è trasferita a Steyning,nel West Sussex . Ebbero tre figli, il maggiore dei quali, Hamish, soffriva di disturbo schizoaffettivo e si tolse la vita nel 2003 all'età di 25 anni. Gli attribuisce il merito di aver ispirato alcuni dei suoi scritti fantasiosi. Gli altri loro figli sono Alastair, professore di linguaggi di programmazione all'Imperial College di Londra, e Jerry. Alastair e Chris, sua moglie, con i loro figli, Poppy e Felix, a volte si uniscono a Julia alle sue esibizioni per bambini.

## Beneficenza
Donaldson è un mecenate di ArtLink Central, un ente di beneficenza che colloca artisti in comunità svantaggiate, e di Bookbug, un programma gestito dallo Scottish Book Trust e finanziato dal governo scozzese, che regala oltre 500.000 libri a bambini di età 0–5 in Scozia ogni anno, incoraggiando i genitori a condividere libri con i propri figli sin dalla nascita. Inoltre è una mecenate di Storybook Dads, un ente di beneficenza del Regno Unito che aiuta i carcerati a inviare registrazioni di favole della buonanotte ai loro figli al fine di mantenere i contatti con alcuni dei 200.000 bambini colpiti dalla reclusione dei genitori. È anche mecenate del Savoy Cinema di Monmouth.

## Premi e riconoscimenti
È stata nominata membro dell'Ordine dell'Impero Britannico (MBE) nel 2011 Birthday Honors per i servizi alla letteratura. È stata promossa a Commendatore dell'Ordine dell'Impero Britannico (CBE) nel 2019 New Year Honours .
Ha ricevuto lauree honoris causa dall'Università di Bristol nel 2011 e dall'Università di Glasgow nel 2012.
- 1999 Nestlé Smarties Book Prize (Gold Award): Il Gruffalo
- 2000 Blue Peter Miglior libro da leggere ad alta voce: Il Gruffalo
- 2001 Premio Experian Big Three: Il Gruffalo
- 2002 Spoken Book Awards, Audio per bambini dell'anno: The Gruffalo
- 2002 Sheffield Book Award: Room on the Broom
- Premio per il libro per bambini scozzese 2002: Room on the Broom
- 2002 Stockport Book Award: Room on the Broom
- 2003 Norfolk Libraries Book Award: Room on the Broom
- 2003 Blue Peter Miglior libro da leggere ad alta voce: Room on the Broom
- 2003 Spoken Book Awards Premio d'oro per 6 e meno: Room on the Broom
- 2003 Spoken Book Awards Premio d'argento per 6 e meno: Monkey Puzzle
- 2003 Red House Children's Book Award : Il gigante più intelligente della città
- 2003 Sheffield Children's Book Award: il gigante più intelligente della città
- 2004 Portsmouth Book Awards: il gigante più intelligente della città
- 2004 Blue Peter Miglior libro da leggere ad alta voce: Il gigante più intelligente della città
- 2004 Spoken Book Awards Gold Prize for 6 and Under: The Smartest Giant in Town
- 2004 Premio Book Trust Early Years: La lumaca e la balena
- 2005 Nottingham Book Award: The Smartest Giant in Town
- 2005 Blue Peter Miglior libro da leggere ad alta voce: La lumaca e la balena
- 2005 Spoken Book Awards Gold Prize for 6 and Under Audio: The Snail and the Whale
- 2005 British Book Awards : Il figlio del Gruffalo
- Premio Giverny 2007: La lumaca e la balena
- 2009 NASEN Book Awards: Running on the Cracks
- Galaxy Book Awards 2010: Zog
- Premio del libro Stockport 2011: ciò che la coccinella ha sentito
- 2011 Scottish Children's Book Awards: ciò che la coccinella ha sentito
- 2011 Stockport Book Awards: Il Troll
- Premi del libro dell'Oxfordshire 2011: Zog
- 2012 Stockport Book Awards: Jack e l'albero Flumflum
- Premi Oldham Book 2012: Jack e l'albero Flumflum

## Opere
| Anno | Titolo italiano                                          | Titolo originale                                    | ISBN                   | Illustratore        |
| ---- | -------------------------------------------------------- | --------------------------------------------------- | ---------------------- | ------------------- |
| 1993 | Una casetta troppo stretta                               | A Squash and a Squeeze                              | ISBN 1-4050-0477-0     | Axel Scheffler      |
| 1998 |                                                          | Books and Crooks (Play)                             | ISBN 978-0-7487-3656-0 |                     |
| 1999 | A spasso col mostro Il Gruffalò                          | The Gruffalo                                        | ISBN 0-333-71093-2     | Axel Scheffler      |
| 2000 | Dov'è la mia mamma?                                      | Monkey Puzzle                                       | ISBN 0-333-72001-6     | Axel Scheffler      |
| 2000 | Maialina e il nascondino (Racconti del bosco)            | Hide and Seek Pig (Tales from Acorn Wood)           | ISBN 978-0-333-96625-9 | Axel Scheffler      |
| 2000 | Orsetto postino (Racconti del Bosco delle Ghiande)       | Postman Bear (Tales from Acorn Wood)                | ISBN 978-0-333-96624-2 | Axel Scheffler      |
| 2000 | La volpe e i calzetti (La piccola volpe curiosa)         | Fox's Socks (Tales from Acorn Wood)                 | ISBN 978-0-333-96623-5 | Axel Scheffler      |
| 2000 | A letto, coniglietta! (Racconti del Bosco delle Ghiande) | Rabbit's Nap (Tales from Acorn Wood)                | ISBN 978-1-4052-1788-0 | Axel Scheffler      |
| 2002 | La strega Rossella                                       | Room on the Broom                                   | ISBN 0-333-90338-2     | Axel Scheffler      |
| 2002 | Il gigante più elegante                                  | The Smartest Giant in Town                          | ISBN 0-333-96396-2     | Axel Scheffler      |
| 2002 | -                                                        | Night Monkey, Day Monkey                            | ISBN 978-0-7497-4893-7 | Lucy Richards       |
| 2003 | La chiocciolina e la balena                              | The Snail and the Whale                             | ISBN 0-333-98224-X     | Axel Scheffler      |
| 2003 | Diario di un dinosauro                                   | The Dinosaur's Diary                                | ISBN 0-141-31382-X     |                     |
| 2004 | -                                                        | One Ted Falls Out of Bed                            | ISBN 0-333-94782-7     | Anna Currey         |
| 2004 | Gruffalò e la sua piccolina                              | The Gruffalo's Child                                | ISBN 1-4050-2045-8     | Axel Scheffler      |
| 2004 | I giganti e i Jones                                      | The Giants and the Joneses                          | ISBN 0-8050-7805-3     | Greg Swearingen     |
| 2004 | -                                                        | The Magic Paintbrush                                | ISBN 978-0-333-96443-9 | Joel Stewart        |
| 2004 | -                                                        | The Wrong Kind of Bark                              | ISBN 1-4052-1062-1     | Garry Parsons       |
| 2004 | -                                                        | Brick-a-Breck                                       | ISBN 0-7136-6441-X     | Philippe Dupasquier |
| 2004 |                                                          | Bombs and Blackberries                              | ISBN 0-7502-4125-X     | Thomas Docherty     |
| 2004 |                                                          | The Head in the Sand: A Roman Play                  | ISBN 0-7502-4127-6     | Ross Collins        |
| 2005 |                                                          | Chocolate Mousse for Greedy Goose                   | ISBN 1-405-02190-X     | Nick Sharratt       |
| 2005 | Il libro preferito di Pablito                            | Charlie Cook's Favourite Book                       | ISBN 978-1-4050-3469-2 | Axel Scheffler      |
| 2005 |                                                          | The Gruffalo Song and Other Songs                   | ISBN 1-4050-2234-5     | Axel Scheffler      |
| 2005 |                                                          | The Quick Brown Fox Club                            | ISBN 1-4052-1268-3     | Lucy Richards       |
| 2005 |                                                          | Sharing a Shell                                     | ISBN 978-1-4050-2048-0 | Lydia Monks         |
| 2005 |                                                          | Spinderella                                         | ISBN 978-1-4052-8272-7 | Sebastien Braun     |
| 2005 |                                                          | Wriggle and Roar                                    | ISBN 1-4050-2166-7     | Nick Sharratt       |
| 2005 |                                                          | Crazy Mayonnaisy Mum                                | ISBN 0-3304-1490-9     | Nick Sharratt       |
| 2005 |                                                          | Princess Mirror-Belle                               | ISBN 0-3304-1530-1     | Lydia Monks         |
| 2005 |                                                          | Princess Mirror-Belle and the Magic Shoes           | ISBN 1-4050-4867-0     | Lydia Monks         |
| 2005 |                                                          | Princess Mirror-Belle and the Flying Horse          | ISBN 0-3304-3795-X     | Lydia Monks         |
| 2006 |                                                          | The Princess and the Wizard                         | ISBN 978-1-4050-5313-6 | Lydia Monks         |
| 2006 |                                                          | Room on the Broom and Other Songs                   | ISBN 978-1-4050-9101-5 | Axel Scheffler      |
| 2006 |                                                          | Rosie's Hat                                         | ISBN 978-1-4050-0007-9 | Anna Currey         |
| 2006 |                                                          | Hippo Has a Hat                                     | ISBN 978-1-4050-2192-0 | Nick Sharratt       |
| 2006 |                                                          | Play Time! A Selection of Plays                     | ISBN 0-3304-4595-2     |                     |
| 2007 | Non ti credo!                                            | Follow the Swallow                                  | ISBN 978-1-4052-1788-0 | Martin Ursell       |
| 2007 | Pesciolino cantastorie birichino                         | Tiddler                                             | ISBN 978-0-439-94377-2 | Axel Scheffler      |
| 2007 |                                                          | Tyrannosaurus Drip                                  | ISBN 978-1-4050-9000-1 | David Roberts       |
| 2008 |                                                          | One Mole Digging a Hole                             | ISBN 978-0-2307-0647-7 | Nick Sharratt       |
| 2008 | Bastoncino                                               | Stick Man                                           | ISBN 978-1-4071-0882-7 | Axel Scheffler      |
| 2009 |                                                          | Toddle Waddle                                       | ISBN 978-0-230-70648-4 | Nick Sharratt       |
| 2009 | La coccinella che salvò la fattoria                      | What the Ladybird Heard                             | ISBN 978-0-2307-0650-7 | Lydia Monks         |
| 2009 | Bigio Randagio                                           | Tabby McTat                                         | ISBN 978-1-4071-0924-4 | Axel Scheffler      |
| 2009 |                                                          | The Troll                                           | ISBN 978-0-230-01793-1 | David Roberts       |
| 2009 |                                                          | Running on the Cracks                               | ISBN 978-1-4052-2233-4 |                     |
| 2010 | Il piccolo cavernicolo                                   | Cave Baby                                           | ISBN 978-0-3305-2276-2 | Emily Gravett       |
| 2010 | Zog                                                      | Zog                                                 | ISBN 978-1-4071-1556-6 | Axel Scheffler      |
| 2011 |                                                          | Freddie and the Fairy                               | ISBN 978-0-3305-1118-6 | Karen George        |
| 2011 |                                                          | The Rhyming Rabbit                                  | ISBN 978-0-2307-4103-4 | Lydia Monks         |
| 2011 | Il topo brigante                                         | The Highway Rat                                     | ISBN 978-1-4071-2437-7 | Axel Scheffler      |
| 2011 |                                                          | The Gruffalo's Child and Other Songs                | ISBN 978-0-2307-6173-5 | Axel Scheffler      |
| 2011 |                                                          | Jack and the Flumflum Tree                          | ISBN 978-0-230-71023-8 | David Roberts       |
| 2012 |                                                          | Goat Goes to Playgroup                              | ISBN 978-1447254843    | Nick Sharratt       |
| 2012 | La sirena cantarina                                      | The Singing Mermaid                                 | ISBN 978-0230-75044-9  | Lydia Monks         |
| 2012 | Superverme                                               | Superworm                                           | ISBN 978-1-4071-3204-4 | Axel Scheffler      |
| 2012 | Le bambole di carta                                      | The Paper Dolls                                     | ISBN 978-0-2307-4108-9 | Rebecca Cobb        |
| 2012 | Un serpente per ospite                                   | The Snake Who Came to Stay                          | ISBN 978-1-7811-2008-8 | Hannah Shaw         |
| 2012 |                                                          | Mr Birdsnest and the House                          | ISBN 978-1-7811-2005-7 | Hannah Shaw         |
| 2013 | L'unicorno che esaudiva i desideri                       | Sugarlump and the Unicorn                           | ISBN 978-1-4472-4019-8 | Lydia Monks         |
| 2013 |                                                          | The Further Adventures of the Owl and the Pussy-cat | ISBN 978-0-1413-3288-8 | Charlotte Voake     |
| 2014 |                                                          | The Flying Bath                                     | ISBN 978-0-2307-4260-4 | David Roberts       |
| 2014 | Harry Frumento e Betty Paglierina                        | The Scarecrows' Wedding                             | ISBN 978-1-4071-4441-2 | Axel Scheffler      |
| 2015 |                                                          | What the Ladybird Heard Next                        | ISBN 9781447275954     | Lydia Monks         |
| 2016 | Il cane detective                                        | The Detective Dog                                   | ISBN 978-1-5098-0159-6 | Sara Ogilvie        |
| 2016 |                                                          | Princess Mirror-Belle and Prince Precious Paws      | ISBN 9781447285649     | Lydia Monks         |
| 2017 | Zog e i medici volanti                                   | Zog and the Flying Doctors                          | ISBN 978-1-4071-7350-4 | Axel Scheffler      |
| 2017 |                                                          | The Everywhere Bear                                 | ISBN 978-1-4472-8073-6 | Rebecca Cobb        |
| 2017 | Gli orribili cinque                                      | The Ugly Five                                       | ISBN 978-1-4071-7419-8 | Axel Scheffler      |
| 2018 |                                                          | Animalphabet                                        | ISBN 9780525554158     | Sharon King-Chai    |
| 2018 |                                                          | What the Ladybird Heard on Holiday                  | ISBN 978-1509837335    | Lydia Monks         |
| 2018 |                                                          | The Cook and the King                               | ISBN 978-1-5098-1377-3 | David Roberts       |
| 2019 | Gli Smei e gli Smufi                                     | The Smeds and the Smoos                             | ISBN 978-1407188898    | Axel Scheffler      |
| 2020 |                                                          | The Hospital Dog                                    | ISBN 978-1509868315    | Sara Ogilvie        |